# The Stench of Redemption
The Stench of Redemption osmi je studijski album američkog death metal-sastava Deicide. Diskografska kuća Earache Records objavila ga je 22. kolovoza 2006. Prvi je album s gitaristima Ralphom Santollom i Jackom Owenom.

## Popis pjesama
Tekstovi: Glen Benton, glazba: Steve Asheim.
| 1.    | »The Stench of Redemption«                 | 4:09 |
| 2.    | »Death to Jesus«                           | 3:52 |
| 3.    | »Desecration«                              | 4:31 |
| 4.    | »Crucified for the Innocence«              | 4:35 |
| 5.    | »Walk with the Devil in Dreams You Behold« | 4:57 |
| 6.    | »Homage for Satan«                         | 3:58 |
| 7.    | »Not of This Earth«                        | 3:19 |
| 8.    | »Never to Be Seen Again«                   | 3:24 |
| 9.    | »The Lord's Sedition«                      | 5:40 |
| 38:25 |                                            |      |

## Zasluge
| Deicide - Glen Benton – vokali, bas-gitara, izvršni producent - Ralph Santolla – gitara - Jack Owen – gitara - Steve Asheim – bubnjevi, produkcija |  | Ostalo osoblje - Jim Morris – tonska obrada - Joe Rooney – fotografija - Corbie Benton – fotografija - Scott Magrath – umjetnički direktor, omot albuma - Tom Warner – dodatne ilustracije na omotu |